# Liz Kendall
Elizabeth "Liz" Kendall (n. el 11 de junio de 1971) es una política británica del partido Laborista.
Fue nombrada miembro de la cámara de los Comunes para la circunscripción de Leicester Oeste en Inglaterra a las elecciones generales de 2010.
Tras la dimisión de Ed Miliband, candidato a primer ministro el día después de las elecciones generales del Reino Unido de 2015, fue candidata para liderar el partido, cayendo derrotada ante la candidatura de Jeremy Corbyn.